# Sekondi-Takoradi
Sekondi-Takoradi è una città del Ghana, capoluogo della Regione Occidentale e del distretto metropolitano di Sekondi-Takoradi, la città è stata costituita nel 1946 unendo le città gemelle di Sekondi e Takoradi.
L'area urbana conta, secondo il censimento del 2010, una popolazione di 559 548 persone, è la quarta città più grande del Ghana ed è un importante centro economico ed industriale.

## Sekondi
Sekondi è la parte più antica della città, vi si trovano due forti risalenti al XVII secolo, Fort Orange (1642) costruito dagli olandesi e Fort Sekondi (1682) costruito dagli inglesi, il primo viene utilizzato come faro. A Sekondi hanno sede gli edifici amministrativi della regione e del distretto, un piccolo porto di pescatori, un cantiere navale e la base della marina ghanese.
Nel 1903 venne costruita la linea ferroviaria di collegamento con Kumasi e le circostanti aree minerarie e di sfruttamento del legname. 

## Takoradi
Takoradi è sede del primo porto edificato nel paese risalente al 1928. L'area industriale circostante ha avuto una recente espansione dovuta all'industria petrolifera.